# 斯拉武特奇
斯拉武特奇（烏克蘭語：Славутич，羅馬化：Slavutych，發音：[slɐˈwutɪtʃ] ⓘ）又译为斯拉武季奇，是烏克蘭基輔州维什霍罗德区斯拉武特奇市镇内的城市，市镇与城市的范围相同。位於該國北部第聶伯河左岸，距離首都基輔200公里，位於相鄰的切爾尼戈夫州境內，為基輔州的飛地，面積2.53平方公里，海拔高度143米，2011年人口24,492。
此市的建立是為安置切爾諾貝爾核事故發生後，從該電廠周圍普里皮亚季等城市疏散的居民，與電廠相距約50公里。
2022年3月25日，俄羅斯入侵烏克蘭的行動中，俄罗斯军队攻入斯拉武特奇，占领了當地的一家医院并拘留了市长福米喬夫。4月1日，俄军撤出斯拉武特奇。